# 川嵜克哲
川嵜 克哲（かわさき よしあき、1959年5月9日 - ）は、日本の臨床心理学者。学習院大学文学部心理学科教授。

## 経歴
1959年に生まれる。大阪府立高津高等学校卒業。1983年京都大学教育学部卒業。1989年京都大学大学院教育学研究科博士後期課程満期退学。1996年学習院大学文学部心理学科助教授。2010年同文学部心理学科教授。

## 著書

### 単著
- 『夢の読み方 夢の文法』（講談社、2000）
- 『夢の分析−生成する<私>の根源』（講談社、2005）
- 『風景構成法の文法と解釈』（福村書店、2018）

### 共編著
- 『臨床的知の探究』（創元社、1988）共著：山中康裕
- 『子供の心身症』（東山書房、1988）共著：山中康裕
- 『イマ−ゴ 総特集 夢』（青土社、1991）
- 『あしたのジョー 心理学概論』（ユニオンプレス、1993）
- 『身体像とこころの癒し』（岩崎学術出版、1994）共著：山中康裕
- 『発達とカウンセリング』（ミネルヴァ書房、1994）共著：氏原寛
- 『「見える世界」と「見えない世界」』（金剛出版、1999）共著：村瀬孝雄
- 『不登校』（岩波書店、2009）共著：河合隼雄
- 『キーワードで学ぶカウンセリング』（世界思想社、1999）共著：澤田瑞也
- 『心にある癒す力 治る力』（講談社、2000）共著：河合隼雄
- 『現代精神分析学』（放送大学教育振興会、2000）共著：牛島定信
- 『講座心理療法 第7巻 心理療法と因果的思考』（岩波書店、2001）共著：河合隼雄
- 『知の教科書 ユング』（講談社、2001）共著：山中康裕
- 『風景構成法の事例と展開 ‐心理臨床の実践知‐』（誠信書房、2002）共編著：皆藤章
- 『天才柳沢教授の（癒）セラピィ』（講談社、2002）共著：山下和美
- 『臨床心理査定技法2』（誠信書房、2004）共著：皆藤章
- 『投映法の見方・考え方』（明治安田こころの健康財団、2004）共著：岡部祥平
- 『新臨床心理学入門』（日本評論社、2006）共著：河合俊雄
- 『臨床心理面接研究セミナー』（至文堂、2006）共著：伊藤良子
- 『セラピストは夢をどうとらえるか−五人の夢分析家による同一事例の解釈』（誠信書房、2007）編著
- 『箱庭療法の事例と展開』（創元社、2007）共著：岡田康伸
- 『心理臨床学事典』（丸善、2011）
- 『心理療法の見立てと介入をつなぐ工夫』（金剛出版、2013）共著：乾吉佑
- 『最新 心理学事典』（平凡社、2013）
- 『京大心理臨床シリーズ 10』（創元社、2014）共著：皆藤章
- 『誠信 心理学辞典』（誠信書房、2014）
- 『心理療法の世界1−その学びー』（遠見書房、2014）

### 翻訳
- エセンシャル・ユング―ユングが語るユング心理学 アンソニー ストー 山中康裕他共訳 創元社 1997